# Jaime Soto León
Jaime Soto León (Santiago, 8 de junio de 1947- El Quisco, 15 de agosto de 2024) fue un compositor y profesor chileno, director y fundador de la agrupación Barroco Andino, y que, junto a Luis Advis y Sergio Ortega consolidan la Escuela de Chile en la Fusión Latinoamericana, todos en el período de la Nueva Canción Chilena.

## Formación
Estudió Composición y Canto en el Conservatorio Nacional de Música (Facultad de Artes de la Universidad de Chile), y sus trabajos comprenden Música para Teatro, Cine y Conjuntos Instrumentales, entre ellos la Agrupación Ortiga, entre otros.
El año 1974 funda la Agrupación Barroco Andino, en la que se fusiona la tradición de la música Docta Europea (Johann Sebastian Bach, Antonio Vivaldi, Georg Friedrich Händel, entre otros), con las Sonoridades propias de Chile y Latinoamérica.
Como compositor su obra está vinculada con Barroco Andino, de las cuales destacan:
- 1971 - Oratorio de los trabajadores (para el grupo Huamarí)
- 1980 - Misa Andina
- 1986 - Memorial de Isla Negra
- 1988 - Federico Hermano
- 1996 - Cantata "Recados a Gabriela Mistral".

## Discografía
- 1974 - Barroco Andino
- 1975 - Bach
- 1976 - In camera
- 1985 - Música maravillosa
- 1989 - La quena bien temperada
- 1994 - Cordillera
- 1996 - Recados de Gabriela Mistral